# Apple M7

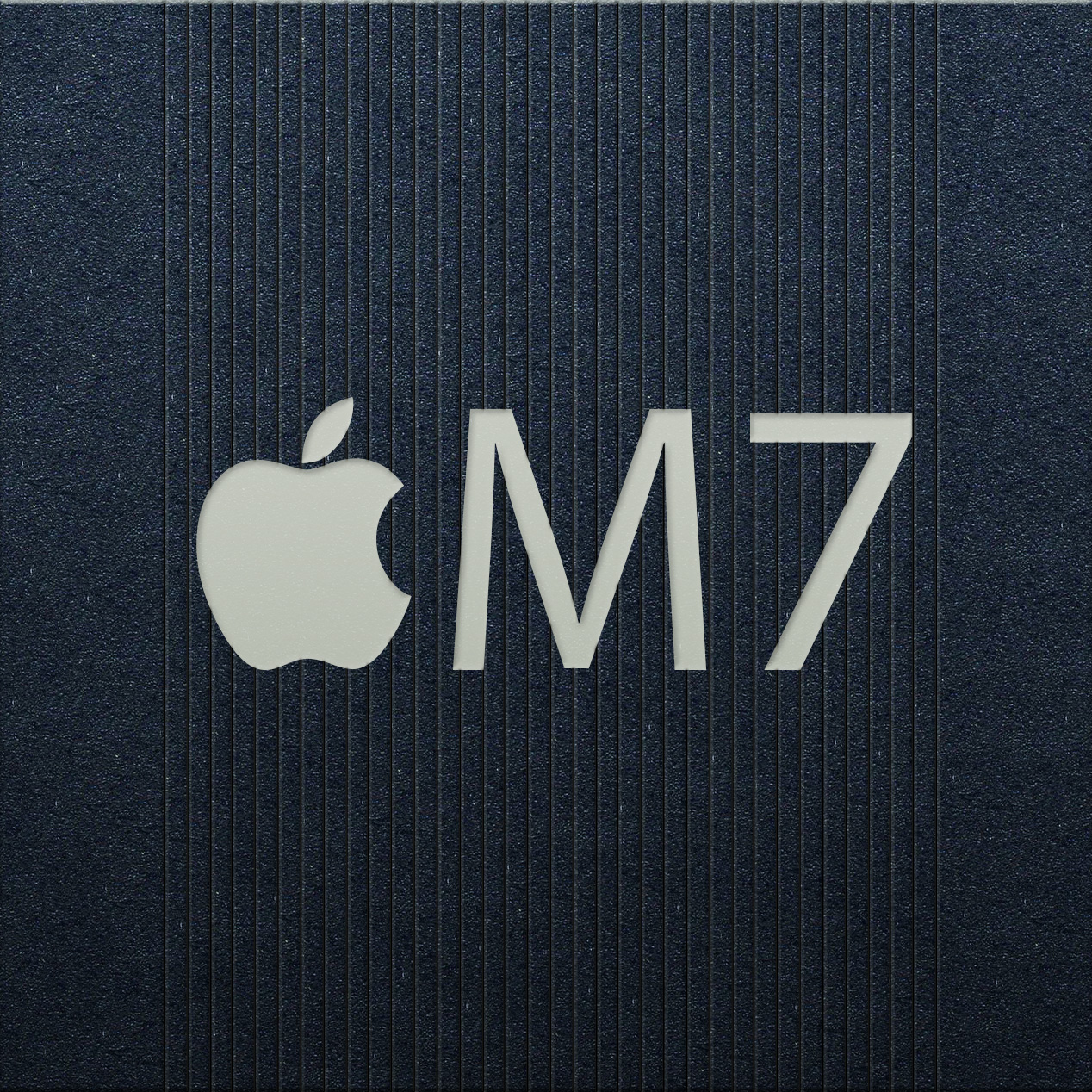
Co-processador de movimento Apple M7.

O Apple M7 é um co-processador de movimento desenvolvido pela Apple Inc. É projetado para coletar dados de sensor de acelerômetros, compassos, removendo a tarefa de coletar e processar estes dados da unidade de processamento central, no caso o Apple A7 no iPhone 5s.
O co-processador M7 coleta, processa e armazena dados de sensor mesmo se o dispositivo está em repouso, e aplicativos podem acessar os dados quando o dispositivo estiver ligado. Isso reduz a drenagem da bateria e economiza a autonomia do dispositivo.

## Uso
O chip é acessível pelos aplicativos através da API Core Motion no iOS 7, e irá, por exemplo, permitir que aplicativos de condicionamento físico acessem os dados sem que seja necessário acessar o chip principal. Outra aplicação pode ser a capacidade de mapeamento e rastreamento.